# Marah watsonii
Marah watsonii är en gurkväxtart som först beskrevs av Célestin Alfred Cogniaux, och fick sitt nu gällande namn av Edward Lee Greene. Marah watsonii ingår i släktet Marah och familjen gurkväxter. Inga underarter finns listade i Catalogue of Life.